# Радикальные женщины Нью-Йорка

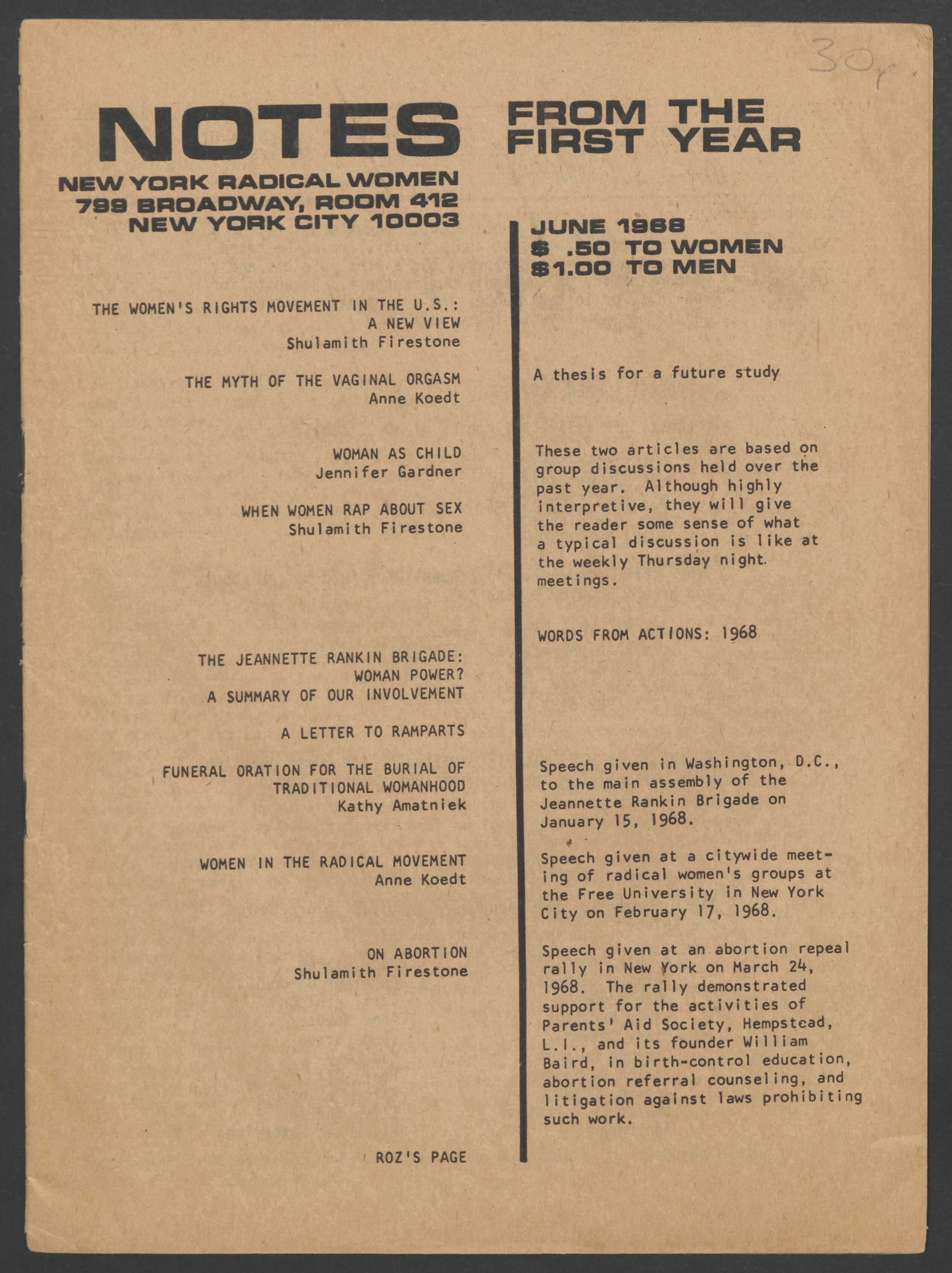
Notes from the First Year, сборник феминистических текстов, выпущенный группой в 1968 году

«Радикальные женщины Нью-Йорка» (англ. New York Radical Women) — феминистская группа, действовавшая в США в 1967—1969 годах. Была основана в Нью-Йорке осенью 1967 года феминистками Шуламит Файрстоун, Пэм Аллен и Робин Морган. Первоначально в неё входило около 20 женщин — сторонниц «новых левых». Среди них были, в частности, такие известные деятельницы феминистского движения, как Кэрол Ханиш и Кэти Сарачайлд.
«Радикальные женщины Нью-Йорка» были представителями «второй волны» феминизма. Они участвовали в первой крупной демонстрации Движения за освобождение женщин и в акции протеста против конкурса «Мисс Америка» в Атлантик-Сити 7 сентября 1968 года.
К 1969 году из-за идеологических разногласий группа распалась на радикально-феминистическую и социалистически-феминистическую фракции (последняя сформировала группу Women’s International Terrorist Conspiracy from Hell, сокращённо W.I.T.C.H.).